# Cesare Pascarella

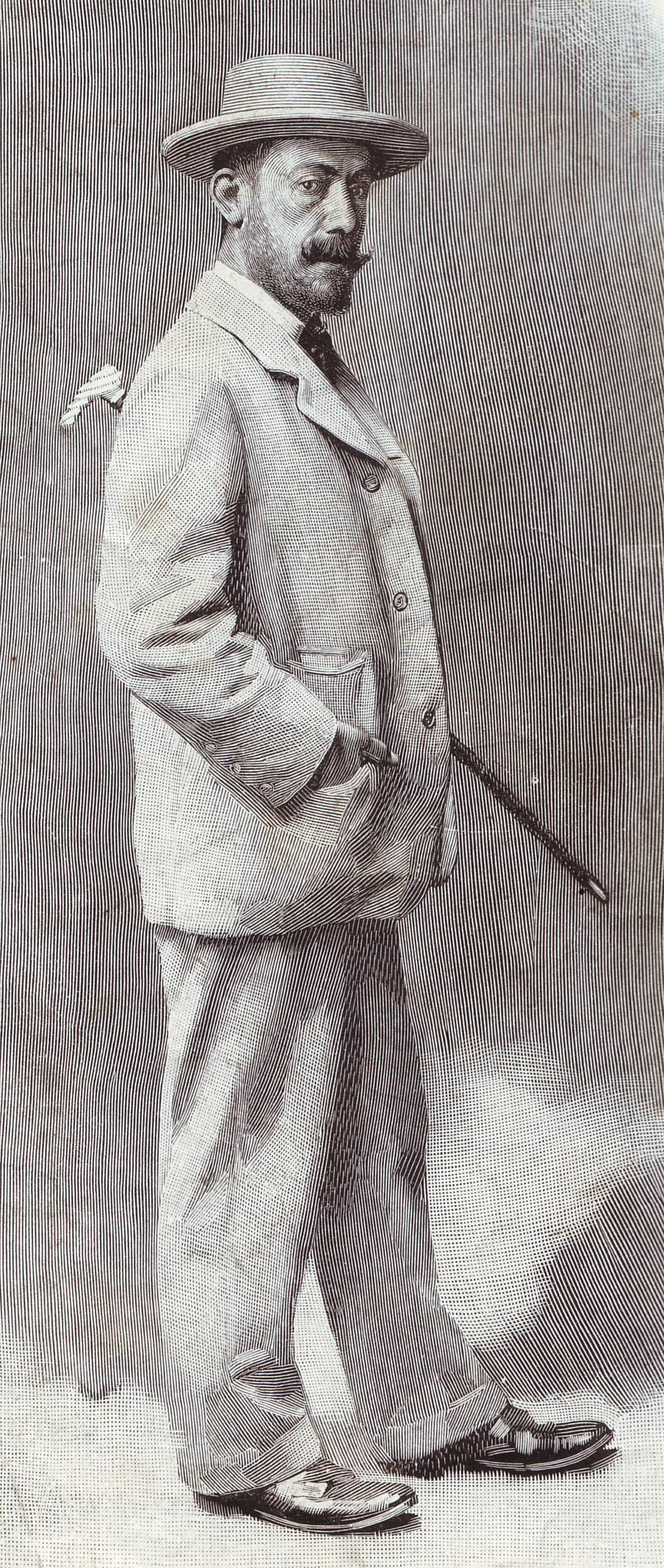
Cesare Pascarella.

Cesare Pascarella, né le 28 avril 1858 à Rome, et mort le 8 mai 1940 à Rome, est un poète d'expression en dialecte italien et un peintre. Il a été nommé à l'académie royale d'Italie en 1930.

## Biographie
Cesare Pascarella, né à Rome, est à l'origine un peintre. Il étudie à l' Accademia di Belle Arti de Rome. Son activité littéraire commence en 1881 avec la publication de sonnets en romanesco. Dans la même période il se fait des amis avec Gabriele d'Annunzio. Il fait une série de voyages à travers l'Afrique, l'Inde et en Amérique entre 1882 et 1885. À son retour à Rome, il publie la collection Villa Glori, qui est saluée comme un chef-d'œuvre par Giosuè Carducci.
Il fonde en 1904 avec d'autres artistes, parmi lesquels Giuseppe Ferrari, le groupe "XXV della campagna romana".
Des documents de Cesare Pascarella, sa bibliothèque, des photographies, des peintures et des dessins ont été achetés par l'académie royale d'Italie (maintenant Accademia Nazionale dei Lincei) en 1940.

## Œuvres
- Er morto de campagna (1881, sonnets)
- La serenata (1883, sonnets)
- Er fattaccio (1884, sonnets)
- Villa Glori (1886, sonnets)
- Cose der monno (1887)
- L'allustra scarpe (1887, philosophie)
- La scoperta dell'America (1893, sonnets)
- I sonetti (1900, sonnets)
- Le prose (1920, œuvres en prose)
- Viaggio in Ciociaria (1920)

Publications posthumes :
- Italia nostra
- Taccuini (publié en 1961 par l'Accademia dei Lincei)
- Storia nostra (publié en 1961 par l'Accademia dei Lincei)